# Балки (Курганская область)
Балки — посёлок в Кетовском районе Курганской области. Входит в состав Лесниковского сельсовета.

## География
Посёлок расположен на берегу реки Тобол в 8 километрах к югу от районного центра села Кетово и в 18 километрах (20 км по автодороге) к югу от областного центра города Кургана.
Часовой пояс
Балки, как и вся Курганская область, находится в часовой зоне МСК+2. Смещение применяемого времени относительно UTC составляет +5:00.

## История
Посёлок Дорожного участка возник между 1966 и 1971 годами.
Решением Курганского облисполкома № 489 от 14 декабря 1971 года п. Дорожный Участок перечислен из Кетовского сельсовета в состав вновь образованного Лесниковского сельсовета.
Решением Курганского облисполкома № 408 от 25 июля 1975 года п. Дорожного участка присвоено наименование п. Родничок.
Указом Президиума Верховного Совета РСФСР от 24 сентября 1976 года посёлок дорожного участка переименован в Балки.

## Население
| 1989 | 2002 | 2010 |
| ---- | ---- | ---- |
| 108  | ↗239 | ↗445 |

Национальный состав
- По данным переписи населения 2002 года проживало 239 человек, из них русские — 89 %.

## Инфраструктура
По восточной окраине посёлка проходит дорога Курган — Звериноголовское.